# Terrorisme en 1996
Chronologie du terrorisme
- 1995
- 1996
- 1997
- 1998
- 1999
- 2000
- 2001
- 2002
- 2003

## Événements

### Janvier
- 9 janvier, Russie : prise d'otages de Kizliar-Pervomaïskoïe.
- 14 janvier, Algérie : une voiture piégée explose à Blida, faisant quinze morts et plus de quarante blessés[1].
- 27 janvier, Algérie : un camion piégé contenant plus de 200 kg d'explosifs saute devant le commissariat de Sidi Moussa, dans la banlieue d'Alger, tuant quatre personnes[1],[2]
- 31 janvier, Algérie : deux bombes, l'une à Baraki près d'Alger, l'autre à Khemis El Khechna près de Boumerdès, font une quinzaine de morts[1].
- 31 janvier, Sri Lanka : un attentat-suicide contre la Banque centrale de Colombo fait quatre-vingt-six morts et plus de mille quatre cents blessés. Il est revendiqué par les Tigres Tamouls[3],[4].

### Février
- 5 février, Algérie : une voiture piégée explose près de l'hôpital de Bouira, faisant cinq morts et vingt-deux blessés[1],[5].
- 9 février, Royaume-Uni : un attentat de l'IRA provisoire contre les docks de Londres fait deux morts et quarante-trois blessés, mettant fin à dix-sept mois de cessez-le-feu[6].
- 11 février, Algérie : une bombe contre la maison de la presse à Alger fait dix-neuf morts[1].
- entre le 25 février et 4 mars, Israël : quatre attaques du Hamas, à Jérusalem, Ashkelon, et Tel Aviv font cinquante-huit morts[7].

### Mars
- 16 mars 1996, france : un attentat contre le centre des impôts a Bayonne.pas de mort mais des blessés dont une fillette de 9 ans transporté au centre hospitalier bayonnais.attentat perpétré par le groupe terroriste iparretarrak.

### Avril
- 19 avril 1996, Égypte : un attentat contre l'hôtel Europa provoque la mort de dix-huit personnes et fait quinze blessés[8].

### Mai
- 21 mai, Algérie : le GIA revendique l'enlèvement et l'assassinat des moines de Tibhirine, après deux mois de séquestration. En 2016, les circonstances de leur mort demeurent toujours mystérieuses[9].

### Juin
- 11 juin, Russie : l'explosion d'une bombe dans le métro de Moscou, entre les stations Toulskaïa et Nagatinskaïa, fait quatre morts et quatorze blessés. L'attentat est attribué à des indépendantistes tchétchènes[10].
- 25 juin, Arabie saoudite : un attentat-suicide contre une base militaire américaine à Dhahran, attribué à Al-Qaïda, fait vingt morts[7].
- 30 juin, Turquie : un attentat-suicide à la ceinture piégée, revendiqué par le PKK à Tunceli, fait neuf morts[7].

### Juillet
- 27 juillet, États-Unis : une bombe de fabrication artisanale explose en pleine nuit à l'intérieur du parc olympique d'Atlanta. L'explosion fait un mort et une centaine de blessés[11],[12].

### Octobre
- 25 octobre, Turquie : un attentat à la ceinture piégée, revendiqué par le PKK, à Adana, fait quatre morts[7].
- 29 octobre, Turquie : un attentat à la ceinture piégée, revendiqué par le PKK, à Sivas, fait quatre morts[7].

### Décembre
- 3 décembre, France : une bombe explose dans le RER B à Port-Royal à Paris, faisant quatre morts et cent soixante-dix blessés[13],[10],[14].
- 3 décembre, France : une tentative d'attentat au colis piégé, dirigée contre le journal Tribune juive, échoue[15]. Douze militants néonazis sont arrêtés en janvier 1997 par les enquêteurs de la brigade criminelle et des renseignements généraux de la préfecture de Paris[16].